# Jan Schlürmann
Jan Schlürmann (né le 9 août 1974 à Flensbourg) est un historien allemand.

## Biographie
Schlürmann étudie au lycée Förde de Flensbourg (de), où il obtient son Abitur en juin 1994, et à partir d'avril 1995, il étudie l'allemand et l'histoire à l'Université Christian-Albrecht de Kiel (CAU). Il réussit le premier examen d'État en 2000 et obtient son doctorat en histoire moderne en 2004. La thèse de doctorat poursuit une approche militaro-historique et reçoit le prix de la faculté. Schlürmann travaille ensuite pendant cinq ans comme assistant de recherche à la chaire d'histoire du Schleswig-Holstein et à la chaire d'histoire de l'Europe du Nord au CAU. En 2010, il rejoint brièvement l'Université de Greifswald avant de devenir fonctionnaire scientifique au Landtag de Schleswig-Holstein la même année. De 2012 à 2014, il est également directeur de programme et directeur général de l'Académie Hermann-Ehlers (de), affiliée à la CDU. Schlürmann, qui fait des recherches sur l'histoire de l'escrime, entre autres, est membre du conseil d'administration de la Société allemande pour l'histoire des sciences du sport.

## Domaines d'expertise
Schlürmann se concentre sur l'histoire du Schleswig-Holstein et de l'Europe du Nord, mais il publie également des articles sur l'histoire de l'Amérique latine. Son domaine de travail principal est l'histoire militaire des XVIIIe au XXe siècles, la vexillologie et l'histoire du sport, en particulier l'histoire de l'escrime. En 2010/11, il participe de manière importante au débat politique et historique controversé sur la réédification du lion d'Idstedt (de) à Flensbourg.

## Travaux
- 1920. Eine Grenze für den Frieden. Die Volksabstimmungen zwischen Deutschland und Dänemark. Wachholtz, Kiel 2019,  (ISBN 978-3-529-05036-7).
- Schwarzer Adler, goldener Grund. Die Entwürfe des Werbegrafikers Hans Domizlaff für eine neue deutsche Flagge (1932 und 1952), Kiel 2017.
- mit Utz Schliesky: Lorenz von Stein – Leben und Werk zwischen Borby und Wien. Wachholtz, Kiel 2015.
- Die Schleswig-Holsteinische Armee 1848–1851. Der Andere Verlag, Tönning 2004,  (ISBN 3-89959-270-0).

## Éditeur
- mit Utz Schliesky (de) und Daniel Günther: Schleswig-Holstein in Europa. Die Europäische Union aus Sicht eines Bundeslandes. Neumünster 2014.  (ISBN 978-3529029974).
- mit Jens Ahlers (de): AufBruch & BürgerKrieg. Schleswig-Holstein 1848–1851, 2 Bde. Kiel 2012.  (ISBN 978-3941713-09-3).
- mit Eva Susanne Fiebig (Hrsg.): Handbuch zur Nordelbischen Militärgeschichte. Heere und Kriege in Schleswig, Holstein, Lübeck, Lauenburg und Eutin, 1625–1863/67. Husum 2010.  (ISBN 978-3898763172).
- mit Gerhard Fouquet (de), Mareike Hansen, Carsten Jahnke: Von Ländern, Menschen, Meeren. Festschrift für Thomas Riis. Kiel 2006.  (ISBN 978-3899595260).

## Articles spécialisés récents
- Vom Schachspiel zum "Kriegsspiel" - Versuche zur Theoretisierung militärischer Bewegungen im 18. und 19. Jahrhundert: In Jahrbuch 2021 der Gesellschaft für Geschichte der Sportgeschichte e. v. (2022), S. 89–112.
- Die Flaggen der preußischen Provinz Schleswig-Holstein 1867-1933/46. In: Der Herold 64 (2021), H. 1–2, S. 417–428.
- Ein biblio-biographisches Verzeichnis der Fechtmeister des Spätmittelalters und der frühen Neuzeit ca. 1350- ca. 1730, in: Jahrbuch 2019 der Deutschen Gesellschaft für Geschichte der Sportwissenschaft e. V. (2020), S. 21–64.
- Eine neue Quelle zur Geschichte der Uniformierung der Schleswig-Holsteinischen Marine von 1849, in: Zeitschrift für Heereskunde 83 (2019), Nr. 471, S. 13–16.
- Das portugiesische Militär in Macao. Geschichte und Organisation vom 16. Jahrhundert bis 1999., Kiel: 2018, Arbeitspapier
- Die Gottorfer Seeflagge von 1696 ...und ihre Nachfolgerinnen, in: Der Flaggenkurier 24 (2018), Nr. 47, S. 3–5.
- Turnkunst und Sport in deutschen Marinen, in: Jahrbuch 2017 der Deutschen Gesellschaft für Geschichte der Sportwissenschaft e.V. (= Studien zur Geschichte des Sports, Bd. 21), Münster: 2018, S. 35–54.  (ISBN 978-3-643-13926-9)
- „In meinem Reich, geht die Sonne niemals unter“ – Reloaded. Drei monarchische Restaurations-Projekte in Lateinamerika um 1864, in: Der Wiener Frieden 1864 in deutscher, europäischer und globaler Perspektive, hrsg. von Oliver Auge und Ulrich Lappenküper (= Otto-von-Bismarck-Stiftung. Wissenschaftliche Reihe, Bd. 22), Paderborn 2016, S. 321–345.
- Die „Wirmer-Flagge“ – die wechselhafte Geschichte eines vergessenen Symbols der deutschen Christlichen Demokratie, in: Historisch-Politische Mitteilungen. Archiv für Christlich-Demokratische Politik 22 (2015), S. 331–342.
- 200 Jahre Deutsche Turner- und Turnverbandssymbolik als Spiegel der politischen Geschichte deutscher Staaten und politischer Ideologien, 1813–2013. In: Jahrbuch 2013 der Deutschen Gesellschaft für Geschichte der Sportwissenschaft e. V. (= Studien zur Geschichte des Sports, Bd. 18), Münster: 2014, S. 41–62.
- Schleswig-Holstein und Norwegen. Zu Gemeinsamkeiten der beiden äußersten Ränder des dänischen Gesamtstaates zwischen 1772 und 1814, in: Der Kieler Frieden 1814, hrsg. von Sonja Kinzler, Neumünster: 2013, S. 100–106.
- Die Versammlungshäuser der dänischen Minderheit in Schleswig 1864–1920, in: Heimstätten der Nation – Ostmitteleuropäische Vereins- und Gesellschaftshäuser im transnationalen Vergleich (= Tagungen zur Ostmitteleuropaforschung 32), hrsg. von Peter Haslinger, Heidi Hein-Kircher und Rudolf Jaworski (de), Marburg: 2013, S. 115–136.